# NGC 7168
NGC 7168 is een elliptisch sterrenstelsel in het sterrenbeeld Indiaan. Het hemelobject werd op 8 juli 1834 ontdekt door de Britse astronoom John Herschel.

## Synoniemen
- ESO 237-26
- AM 2158-515
- PGC 67882